# Getica
Getica (dansk: Om goternes oprindelse og bedrifter) er et historisk værk skrevet af Jordanes og udgivet i 551 e.v.t. Jordanes beskriver selv dette værk som en forkortet sammenskrivning af Cassidorius langt mere omfattende værk Libri XII De Rebus Gestis Gothorum, som nu er gået tabt.  Getica går på latin under flere titler, bl.a. De origine actibusque Getarum, De Getarum (Gothorum) Origine et Rebus Gestis  eller De Rebus Geticis , men bliver oftest omtalt med det navn Theodore Mommsen gav det i 1882: Getica.
Bogen blev genopdaget i Wien i 1442 af den italienske humanist Enea Silvio Piccolomini,  mens førsteudgaven blev udgivet i 1515 af Konrad Peutinger. Den blev fulgt af flere andre udgivelser. 
Getica har stor betydning, da den er den eneste overleverede kilde til goternes imperium, som indtil det blev løbet over ende af hunnerne dominerede store dele af Østeuropa, havde afgørende kulturel betydning.

## Forfatterskab
Jordanes skriver i indledningen til værket at han har omskrevet og forkortet Cassidorius’ værk i tolv bind, men indrømmer at han ikke har haft adgang til dem, mens han skrev Getica og heller ikke har kunnet huske dets ordlyd. Dertil har han tilføjet egne oplysninger. Det er derfor i dag umuligt at udlede hvad Cassidorius oprindeligt skrev, selv om han indimellem tillægges forfatterskabet til Getica.
Dateringen af værket bygger på oplysninger i Jordanes egne skrifter. Han oplyser bl.a. at han afbrød arbejdet på sit andet værk Romana for at skrive Getica, hvorefter han færdiggjorde det. I Romana skriver Jordanes at han afsluttede dette værk i kejser Justinians 24. regeringsår, som begyndte 1. april 551. I Getica nævner han også en pestepidemi, der hærgede ni år tidligere. Det drejer sig sandsynligvis om den epidemi, der ramte Egypten i 541 og som nåede Konstantinopel i 542, før den nåede Italien i 543.

## Betydning
Da Cassiodorus' originale version ikke er bevaret, er Jordanes' værk en af de vigtigste kilder til folkevandringstiden, en meget turbulent periode i Europas historie. De to germanske stammer Ostrogoternes og Visigoternes historie fra 3. århundrede kendes fx primært gennem dette værk. Cassiodorus hævder, at det gotiske digt i latinsk oversættelse carmina prisca var den primære kilde. Det har nye studier stillet spørgsmålstegn ved.  Formålet med Cassiodorus' værk var at udstyre den gotiske herskerklasse i det ostrogotisk dominerede Italien en historie, der kunne matche de fineste familiers i datidens Rom.
Theodor Mommsen inkluderede en standardudgave i udgivelsen Monumenta Germaniae Historica, auctores antiqui, v. ii. fra 1882 på basis af Heidelberg manuskriptet. Denne udgave fra omkring 8. århundrede regnede for den bedste kopi, indtil den gik tabt ved en brand i Mommsens hus 7. juli 1880. De ældste kopier er i dag Valenciennes manuskriptet fra 9. århundrede og Vaticanus Palatinus fra 10. århundrede.
Jordanes værk havde også været kendt før Mommsens 1882 udgave, det blev fx citeret i Edward Gibbons klassiske The History of the Decline and Fall of the Roman Empire (1776) og af Degoreus Whear (1623), der refererer til både De regnorum ac temporum successione (Romana) og De rebus Geticis (Getica). 
Mommsens udgave var ikke helt korrekt: fx har Jūrate Statkutė de Rosales påpeget en alvorlig fejl i en berømt passage. Det var nemlig området omkring Gdansk og den østlige Østersøkyst, som Jordanes beskrev som det vigtigste eksportområde for rav, og ikke Skandinavien, som man hidtil har ment. Denne teori er dog stadig genstand for megen debat. 
I lighed med størstedelen af antikkens tekster skal oplysningerne i Jordanes værk behandles med varsomhed som historisk kilde; han skriver fx at goterne opstod som folk i Skandinavien i 1490 f.v.t, en oplysning det er vanskeligt at bekræfte. De begivenheder, Jordanes beretter, om er de allertidligste kilder til Skandinaviens historie, men ingen uafhængig kilde kan bekræfte dem. Og de mest skeptiske kritikere af værket betragter det som en beretning, der hovedsageligt bygger på mytologisk stof. [kilde mangler]

### Jordanes selv
Som tidligere notarius hos den gotiske magister militum Gunthigis kunne Jordanes have haft direkte adgang til en tradition om goternes historie. I teksten er der dog intet, der kan bekræfte dette, fx bygger hans referencer til carmina prisca på latinske forfattere. 

### Cassiodorus
Cassiodorus var italiener. Han fungerede som sekretær og rådgiver for flere gotiske konger i Italien. En af dem, Theoderik den Store, bad Cassiodorus skrive et værk om goternes historie, der skulle legitimere deres styre i Romerrigets tidligere mest centrale provins. Det blev sandsynligvis færdigt i Ravenna mellem 526 og 533. Hvad der herefter skete med manuskriptet er ukendt, udover at Jordanes ved en to lejligheder havde adgang til at læse det.
Jordanes skriver i indledningen til Getica, at han havde manuskriptet til låns i tre dage, for et kunne genlæse (relegi) det; tidspunkt og sted er dog usikkert, og hvor meget af Jordanes værk der bygger på Cassiodorus er stadig genstand for debat.

### Andre forfattere
Jordanes nævner også andre ældre kilder, hvoraf nogle i dag er ukendte, mens andre er bevarede. I sin oversættelse fra 1915 har Charles Christopher Mierow lavet en liste over sandsynlige kilder til Getica. En oversigt over dem er gengivet her:
- Ablabius: Ellers ukendt forfatter til det tabte værk Gothorum gentis ("Om det gotiske folk").
- Dexippus om vandalerne og herulerne.
- Dio (enten Dio Cassius eller Dio Chrysostom): Forfatter til et andet værk kaldet Getica, kilde til Jordanes beskrivelse af Britannien.
- Fabius: Ellers ukendt forfatter til nu tabt beretning om belejringen af Ravenna.
- Josefus i Jud. Ant. IV.29, indeholder en kort beskrivelse af gotere som Skytere.
- Livius, kort beskrivelse i II.10.
- Lucan om Amali, V.43.
- Pompejus Trogus, i dag udelukkende kendt gennem Justins epitom af Historiae Philippicae.
- Pomponius Mela.
- Priscus. Kilde til begivenheder vedrørende Attila.
- Ptolemaios: Kilde til Skandinavien Getica bog III.
- Strabon. Som autoritet til Brittannien.
- Symmachus. Kopiaof hans kopiering af Julius Capitolinus om Maximinus.
- Tacitus. Som autoritet til oplysninger om Britannien.
- Virgil.

## Oversættelser
- Charles Christopher Mierow (translator). The Gothic History of Jordanes. Engelsk version med en Introduktion og kommentar Arkiveret 7. juni 2015 hos  Wayback Machine, 1915. Reprinted 2006. Evolution Publishing, ISBN 1-889758-77-9.
- Charles C. Mierow. The Gothic History of Jordanes. Princeton: University Press, 1915. (Reprinted at Cambridge: Speculum Historiae, 1966.)